# Pangasius sanitwongsei
Pangasius sanitwongsei és una espècie de peix de la família dels pangàsids i de l'ordre dels siluriformes.

## Morfologia
Els mascles poden assolir els 300 cm de llargària total i els 300 kg de pes.

## Reproducció
Fresa immediatament abans de la temporada de pluges i els alevins assoleixen una mida de 10 cm a mitjans de juny.

## Alimentació
Menja peixos i crustacis. Els exemplars grossos són capaços d'alimentar-se de cadàvers d'aviram i de gossos, els quals són emprats normalment com a esquer.

## Distribució geogràfica
Es troba a Àsia: conques dels rius Chao Phraya i Mekong.

## Costums
És una espècie migratòria.

## Estat de conservació
És precari degut a la sobrepesca, la pèrdua del seu hàbitat natural i la contaminació.

## Vàlua econòmica
Es comercialitza fresc.

## Observacions
És una espècie inofensiva per als humans.